# Timo Harakka
Timo Olavi Harakka, född 31 december 1962 i Helsingfors, är en finländsk socialdemokratisk politiker. Han är ledamot av Finlands riksdag sedan 2015. Han försökte bli partiordförande vid partikongressen 2017, men förlorade stort mot Antti Rinne. Han blev Finlands arbetsminister 2019, men i samband med att regeringen Rinne avgick i december samma år blev han istället transport- och kommunikationsminister i Sanna Marins regering. 
Harakka blev invald i riksdagen i riksdagsvalet i Finland 2015 med 5 497 röster från Nylands valkrets.
Harakka har varit verksam som redaktör och författare. Förutom finska kan han också finskt teckenspråk som är hans hemspråk eftersom Harakka adoptivföräldrar är döva.

## Utmärkelser
- Kommendörstecknet av Finlands Vita Ros’ orden[5]

[Redigera Wikidata]